# Plaza de Galicia (Alicante)
La plaza de Galicia se encuentra en la ciudad española de Alicante, en un extremo del parque de Canalejas, próximo a los muelles y al mar Mediterráneo, dentro de los límites del barrio de Ensanche Diputación.
Se trata de un espacio urbano de cierta singularidad construido en la década de 1960 en parte del solar de la antigua fábrica de gas que proveía energía mediante la combustión de hulla.

## Descripción
A partir de la década de 1950 se le comenzó a dar relevancia a la salida oeste de la ciudad y se procedió al desmonte y realineamiento de la zona. Tras pasar años abandonada, la fábrica de Gas Alicante fue derribada en los años 60, lo que permitió la reconfiguración del espacio, con un nuevo plan urbanístico en el que posteriormente se incluirá la actual plaza de Galicia.
En parte del solar dejado por la planta industrial se empezó a levantar en 1965 la urbanización "El Parque", cuyo promotor, el orensano Enrique Penedo, cedió gratuitamente una parcela contigua de 6700 m² para que se construyera la plaza de Galicia, que fue inaugurada en abril de 1969, al mismo que tiempo que la calle Orense y la urbanización, que comprendía 25 edificios. A la ceremonia, que contó con la bendición del padre Manuel Giner, asistieron los presidentes de las cuatro diputaciones provinciales gallegas, así como otras personalidades. Asimismo, con motivo de las celebraciones que se llevaron a cabo, en las que también participaron grupos folclóricos y artísticos, se fundó el Centro Gallego de Alicante, que es actualmente una de las casas regionales más activas de la ciudad.

## Monumentos

### Crucero
En la confluencia de la plaza con la avenida de Eusebio Sempere, se alza, en una isleta de tráfico, un crucero construido en granito gris por el escultor vigués Raúl Comesaña Covelo. La cruz, de tipo latino,  muestra en una de sus caras un Cristo crucificado y, en la otra, una imagen de la Virgen con el Niño en brazos. En conjunto pesa 8 toneladas y mide 7 metros de altura. Fue donado por las cuatro diputaciones gallegas a Alicante por la dedicación de la plaza a Galicia y la calle a Orense.

### La Mariposa
Desde marzo de 2019, cuando fue trasladada desde la Explanada de España, se encuentra en la plaza de Galicia la escultura La Mariposa, realizada por el valenciano Manolo Valdés. La obra, que ha sido expuesta en París y Valencia, fue donada gratuitamente por la Fundación Hortensia Herrero a la ciudad.